# Trachycarpidium lonchophyllum
Trachycarpidium lonchophyllum är en bladmossart som beskrevs av Richard Henry Zander 1993. Trachycarpidium lonchophyllum ingår i släktet Trachycarpidium och familjen Pottiaceae. Inga underarter finns listade i Catalogue of Life.